# تشارلز بانكس ويلسون
تشارلز بانكس ويلسون (بالإنجليزية: Charles Banks Wilson)‏ هو رسام أمريكي، ولد في 6 أغسطس 1918 في سبرينغدل في الولايات المتحدة، وتوفي في 2 مايو 2013 في روجرز في الولايات المتحدة.